# Quận Sheridan, North Dakota
Quận Sheridan là một quận thuộc tiểu bang Bắc Dakota, Hoa Kỳ. Quận lỵ đóng ở McClusky6. Quận được đặt tên theo Philip Sheridan. Dân số theo điều tra năm 2000 của Cục điều tra dân số Hoa Kỳ là 1321 người.

## Địa lý
Theo Cục điều tra dân số Hoa Kỳ, quận này có diện tích 2606km2, trong đó có 85km2 là diện tích mặt nước.